# Gardner (Florida)
Gardner è un census-designated place (CDP) degli Stati Uniti d'America, situato in Florida, nella contea di Hardee.